# Фабрисио Силва Дорнелас
Фабрисио Силва Дорнелас (порт. Fabrício Silva Dornellas; Рио де Жанеиро, 20. фебруар 1990) је бразилски фудбалер. Игра на позицији штопера.

## Каријера
Каријеру је почео у екипи Фламенга, потом је играо за Парану, Палмериас, Крузеиро, Атлетико Паранаинсе, Виторију и Брагантино. Током сезоне 2008/09. је био члан немачког Хофенхајма, али је одиграо само шест утакмица у Бундеслиги. У јуну 2015. је дошао на једногодишњу позајмицу у Партизан, из бразилског Брагантина. Провео је једну полусезону у црно-белом дресу, након чега је позајмица раскинута. За Партизан је наступио на 22 такмичарске утакмице, уз један постигнут гол, на гостовању немачком Аугзбургу у групној фази Лиге Европе.
Са селекцијом Бразила до 20 година освојио је сребрну медаљу на Светском првенству 2009. године. Одиграо је два меча на првенству.